# Rebellions: Biệt đội nổi dậy
Rebellions: Biệt đội nổi dậy (tiếng Anh: Rebellions, tiếng Nhật: ぼろしパ) là một bộ phim điện ảnh Nhật Bản thuộc thể loại siêu anh hùng tokusatsu do Koichi Sakamoto làm đạo diễn, với sự tham gia của hai diễn viên chính là Nao Nagasawa và Minami Tsukui. Bộ phim dự kiến sẽ được công chiếu vào năm 2011 nhưng sau đó phải hủy bỏ.

## Nội dung
Hai chiến binh trẻ tuổi Rin và Alexia, với kỹ năng siêu đẳng của mình, họ được giao một nhiệm vụ khó khăn. Cả hai phải cùng nhau hợp sức để chống lại thế lực hắc ám đang bao trùm cả thành phố.

## Đội ngũ thực hiện
- Koichi Sakamoto – đạo diễn, biên kịch[1]
- Toshiyuki Kimura – thiết kế nội dung[1]
- Yasushi Nirasawa – thiết kế nhân vật[1]
- Dango Takeda – thiết kế phục trang[1]

## Phát hành
Ngày 18 tháng 8 năm 2011, đoạn trailer cho bộ phim được phát hành. Bộ phim được lên lịch khởi chiếu vào cuối năm 2011, nhưng sau đó phải hủy bỏ vì những vấn đề trong khâu sản xuất. Hai năm sau, đoạn trailer đã được chọn là cảnh mở đầu cho Travelers, bộ phim cũng do Sakamoto làm đạo diễn và Nagasawa đóng chính cùng với Ayumi Kinoshita.

## Diễn viên
- Nao Nagasawa trong vai Rin[3]
- Minami Tsukui trong vai Alexia[3]
- Saaya Irie trong vai Aya[3]